# فافان (مترو باريس)
فافان (بالفرنسية: Vavin)‏ هي محطة مترو تابعة لمترو باريس تقع في فرنسا في الدائرة السادسة في باريس.[بحاجة لمصدر]